# Ephedra somalensis
Ephedra somalensis — вид голонасінних рослин класу гнетоподібних.

## Поширення, екологія
Країни проживання: Еритрея; Сомалі. Був записаний з 1200 м до 2700 м. Чагарник до 1,5 м заввишки. Знайдений у ксерофітних вічнозелених гірських лісах і чагарниках на ґрунтах, отриманих з гнейсу, сланцю і вапняку. Пов'язаний з Buxus hildebrandtii, Dracaena ombet, Monetheca buxifolia, Euryops arabicus, Teucrium polium, Olea, Juniperus procera, Tarchonanthus, Cadia, Pistacia aethiopica, Dodonaea viscosa. Квіти є в березні.

## Використання
Стебла більшості членів цього роду містять алкалоїд ефедрин і відіграють важливу роль в лікуванні астми та багатьох інших скарг дихальної системи.

## Загрози та охорона
На рослині пасуться кози, хоча це не вважається серйозною загрозою. Немає в ботанічних садах. Не відоме знаходження в охоронних територіях.